# Smrdovrane
Smrdovrane (modrivrane ili lihoprstice) (lat. Coraciiformes), su red iz razreda ptica koji obuhvaća više od 190 vrsta. To je vrlo raznovrsan red s pretežno tropskim i vrlo šarenim pticama koje žive isto tako različitim načinima života. Svi imaju samo jedno jedino zajedničko obilježje: prsti im odstupaju od standarda za ostale ptice, jer su djelomično srasli. U Europi živi samo jedna vrsta, zlatovrana (Coracias garrulus).

## Sistematika modrivrana
- Porodica Alcedinidae (Vodomari)
- porodica Halcyonidae (vodomari dupljaši)
- Porodica Cerylidae (vodeni vodomari)
- Porodica Todidae (todiji)
- Porodica Momotidae (pilari)
- Porodica Meropidae (pčelarice)
- Porodica Leptosomidae (madagaskarska zlatovrana)
- Porodica Brachypteraciidae (dolinske modrivrane, pozemne zlatovrane[5])
- Porodica Coraciidae (zlatovrane)
- Porodica Upupidae (pupavac)
- Porodica Phoeniculidae (šumski pupavci)
- Porodica Bucerotidae (kljunorošci)

## Vanjske poveznice
|  | Zajednički poslužitelj ima stranicu o temi Coraciiformes    |
|  | Zajednički poslužitelj ima još gradiva o temi Coraciiformes |
|  | Wikivrste imaju podatke o taksonu Coraciiformes             |